# Keith Curle
Keith Curle (ur. 14 listopada 1963 w Bristol) – angielski piłkarz i trener, reprezentant kraju grający na pozycji obrońcy. 

## Kariera klubowa
Karierę piłkarską Curle rozpoczął w 1981 w klubie z rodzinnego miasta Bristol Rovers. Dwa lata później został wykupiony za £5,000 przez Torquay United. W nowej drużynie zagrał tylko w 16 spotkaniach, po czym powrócił do miasta urodzenia, tym razem do drużyny Bristol City. Z tą drużyną już w pierwszym sezonie awansował do Division Three. Wygrał wraz z drużyną Football League Trophy w sezonie 1985/86. Łącznie przez cztery sezony gry dla Bristol City wystąpił w 121 spotkaniach, w których raz pokonał bramkarza rywali. Od 1987 do 1989 reprezentował barwy Reading, po czym w 1989 za £500,000 przeszedł do ówczesnego zdobywcy Pucharu Anglii, Wimbledonu.
Po trzech sezonach rozegranych w drużynie z Londynu, w 1991, za 2,5 miliona funtów, przeszedł do Manchesteru City. Jako zawodnik Obywateli 172 razy zagrał w rozgrywkach Premier League, strzelając 11 bramek. Po pięciu latach w Manchesterze, w 1996 przeszedł za £650,000 do Wolverhampton Wanderers. Od 2000 do 2002 występował w Sheffield United, a w pierwszej części sezonu 2002/03 11 razy zagrał w koszulce zespołu Barnsley. Karierę piłkarską zakończył w 2004 jako grający trener Mansfield Town.
| Sezon     | Klub                    | Kraj   | Rozgrywki      | Mecze | Bramki |
| --------- | ----------------------- | ------ | -------------- | ----- | ------ |
| 1981/82   | Bristol Rovers          | Anglia | Division Three | 20    | 2      |
| 1982/83   | Bristol Rovers          | Anglia | Division Three | 12    | 2      |
| 1983/84   | Torquay United          | Anglia | Division Four  | 16    | 5      |
| 1983/84   | Bristol City            | Anglia | Division Four  | 6     | 0      |
| 1984/85   | Bristol City            | Anglia | Division Three | 40    | 0      |
| 1985/86   | Bristol City            | Anglia | Division Three | 44    | 1      |
| 1986/87   | Bristol City            | Anglia | Division Three | 28    | 0      |
| 1987/88   | Bristol City            | Anglia | Division Three | 3     | 0      |
| 1987/88   | Reading                 | Anglia | Division Two   | 30    | 0      |
| 1988/89   | Reading                 | Anglia | Division Three | 10    | 0      |
| 1988/89   | Wimbledon               | Anglia | Division One   | 18    | 0      |
| 1989/90   | Wimbledon               | Anglia | Division One   | 38    | 2      |
| 1990/91   | Wimbledon               | Anglia | Division One   | 37    | 1      |
| 1991/92   | Manchester City         | Anglia | Division One   | 40    | 5      |
| 1992/93   | Manchester City         | Anglia | Premier League | 39    | 3      |
| 1993/94   | Manchester City         | Anglia | Premier League | 29    | 1      |
| 1994/95   | Manchester City         | Anglia | Premier League | 31    | 2      |
| 1995/96   | Manchester City         | Anglia | Premier League | 32    | 0      |
| 1996/97   | Wolverhampton Wanderers | Anglia | Division One   | 21    | 2      |
| 1997/98   | Wolverhampton Wanderers | Anglia | Division One   | 40    | 1      |
| 1998/99   | Wolverhampton Wanderers | Anglia | Division One   | 44    | 4      |
| 1999/2000 | Wolverhampton Wanderers | Anglia | Division One   | 45    | 2      |
| 2000/01   | Sheffield United        | Anglia | Division One   | 25    | 0      |
| 2001/02   | Sheffield United        | Anglia | Division One   | 32    | 1      |
| 2002/03   | Barnsley                | Anglia | Division Two   | 11    | 0      |
| 2003/04   | Mansfield Town          | Anglia | Division Two   | 14    | 0      |

## Kariera reprezentacyjna
Curle zadebiutował w drużynie narodowej 29 kwietnia 1992 w meczu przeciwko reprezentacji Wspólnoty Niepodległych Państw, zremisowanym 2:2. W tym samym roku został powołany na rozgrywane w Szwecji Mistrzostwa Europy. Podczas turnieju zagrał w spotkaniu z Danią. Był to zarazem jego ostatni mecz w reprezentacji Anglii, dla której łącznie wystąpił w trzech spotkaniach.
| Mecze i gole w reprezentacji | Mecze i gole w reprezentacji | Mecze i gole w reprezentacji | Mecze i gole w reprezentacji | Mecze i gole w reprezentacji | Mecze i gole w reprezentacji | Mecze i gole w reprezentacji |
| #                            | Data                         | Miasto                       | Przeciwnik                   | Gol                          | Wynik                        | Rozgrywki                    |
| ---------------------------- | ---------------------------- | ---------------------------- | ---------------------------- | ---------------------------- | ---------------------------- | ---------------------------- |
| 1.                           | 29.04.1992                   | Moskwa                       | WNP                          |                              | 2:2                          | towarzyski                   |
| 2.                           | 12.05.1992                   | Budapeszt                    | Węgry                        |                              | 1:0                          | towarzyski                   |
| 3.                           | 11.06.1992                   | Malmö                        | Dania                        |                              | 0:0                          | ME 1992                      |

## Kariera trenerska
Curle od 2002 pełnił funkcję grającego trenera w zespole Mansfield Town. Przez 3 lata prowadził drużynę w 104 spotkaniach, odnosząc 39 zwycięstw. W 2005 został trenerem klubu Chester City, którą prowadził do 18 lutego 2006. W 2007 miał trzymiesięczny epizod ławce trenerskiej klubu Torquay United, które poprowadził w 15 spotkaniach, odnosząc zaledwie dwa zwycięstwa.
Po pięcioletniej przerwie Curle powrócił jako trener Notts County. Od 19 września 2014 pracował w zespole Carlisle United. W zespole tym pracował przez 3,5 roku. Carlisle pod wodzą Curle'a zagrało 207 spotkań, z których 79 zakończyło się zwycięstwem.
1 października 2018 został trenerem Northampton Town. 29 czerwca 2020, Northampton Town wygrało finał League Two Play-Off, pokonując Exeter City 4:0 na Wembley.
Od 8 marca do 24 listopada 2021 pracował w Oldham Athletic. 18 września 2022 został zatrudniony w Hartlepool United. Został zwolniony 22 lutego 2023. 
| Zespół            | Od                  | Do                | Bilans | Bilans | Bilans | Bilans | Bilans |
| Zespół            | Od                  | Do                | M      | Z      | R      | P      |        |
| ----------------- | ------------------- | ----------------- | ------ | ------ | ------ | ------ | ------ |
| Mansfield Town    | 3 grudnia 2002      | 11 listopada 2004 | 104    | 39     | 23     | 42     |        |
| Chester City      | 2 maja 2005         | 18 lutego 2006    | 39     | 12     | 10     | 17     |        |
| Torquay United    | 8 lutego 2007       | 17 Maja 2007      | 15     | 2      | 4      | 9      |        |
| Notts County      | 20 lutego 2012      | 3 lutego 2013     | 51     | 23     | 14     | 14     |        |
| Carlisle United   | 19 września 2014    | 5 Maja 2018       | 207    | 79     | 62     | 66     |        |
| Northampton Town  | 1 października 2018 | 10 lutego 2021    | 125    | 47     | 32     | 46     |        |
| Oldham Athletic   | 8 marca 2021        | 24 listopada 2021 | 40     | 9      | 9      | 22     |        |
| Hartlepool United | 18 września 2022    | 22 lutego 2023    | 29     | 7      | 7      | 15     |        |
| Łącznie           | Łącznie             | Łącznie           | 610    | 218    | 161    | 231    |        |

## Sukcesy

### Zawodnik
Bristol City
- Football League Trophy (1): 1985/86

### Trener
Northampton Town
- Awans do League One (1): 2019/20